# Trichopagis manicata
Trichopagis manicata är en spindelart som beskrevs av Simon 1886. Trichopagis manicata ingår i släktet Trichopagis och familjen krabbspindlar. Inga underarter finns listade i Catalogue of Life.